# Lhung Asan
Lhung Asan is een bestuurslaag in het regentschap Aceh Barat Daya van de provincie Atjeh, Indonesië. Lhung Asan telt 516 inwoners (volkstelling 2010).